# Mike Wallace
Myron Leon "Mike" Wallace, född 9 maj 1918 i Brookline, Massachusetts, död 7 april 2012 i New Canaan, Connecticut, var en amerikansk journalist, programledare och TV-personlighet. 
Wallace var främst känd för sin medverkan i programmet 60 Minutes.
Hans son, Chris Wallace, har varit programledare på CNN och Fox News Channel.